# Mary Brewster Hazelton
 (juin 2020).
Si vous disposez d'ouvrages ou d'articles de référence ou si vous connaissez des sites web de qualité traitant du thème abordé ici, merci de compléter l'article en donnant les références utiles à sa vérifiabilité et en les liant à la section « Notes et références ».
Mary Brewster Hazelton, née le 23 novembre 1868 et morte le 13 septembre 1953, est une peintre portraitiste américaine. Elle fut notamment la première femme à remporter un prix ouvert aux femmes et aux hommes aux États-Unis en remportant le Prix Hallgarten de l'Académie américaine de design en 1896. Ses portraits sont exposés au Massachusetts State House, à l'Université Harvard, au Peabody Essex Museum ou encore au siège de la société historique Wellesley. De son vivant, elle fut affiliée à la société d'artistes Wellesley qu'elle co-créa et à la guilde des artistes de Boston dont elle fut un membre honorifique. Elle vécut une grande partie de sa vie avec ses sœurs dans la propriété familiale à Wellesley.

## Galerie

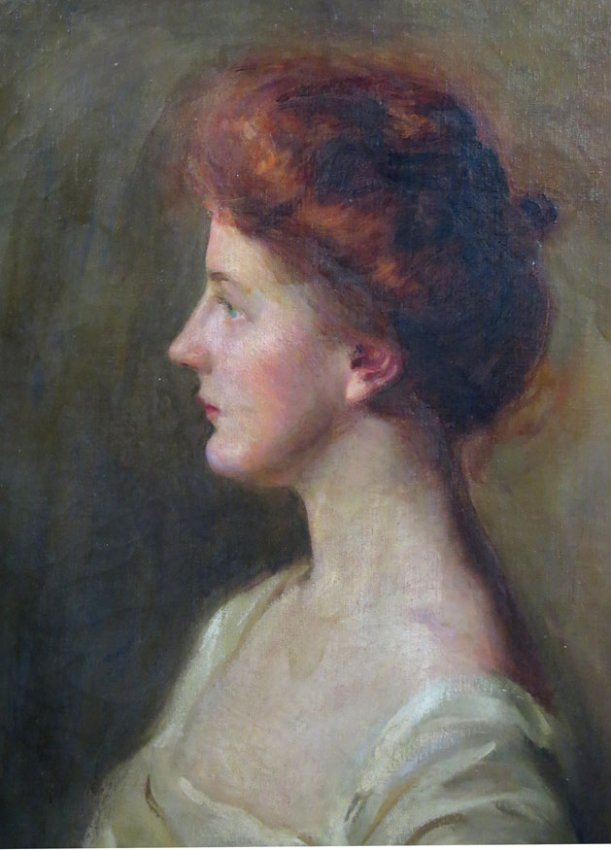
Woman in White (1906).
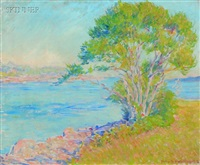
Summer Sunlight (1912).
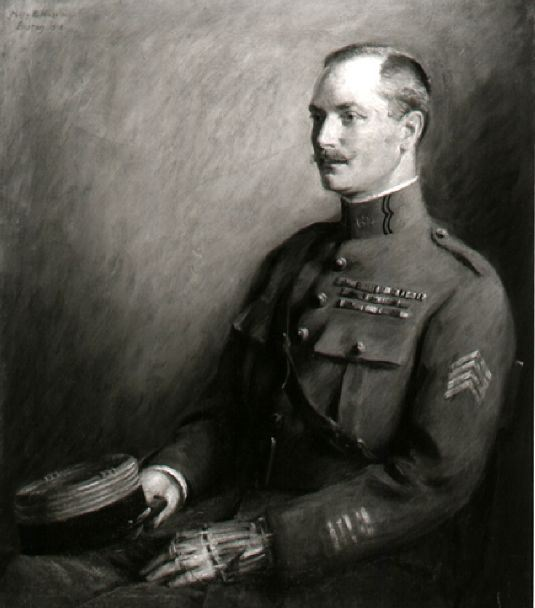
Paul Jean Louis Azan (1918).
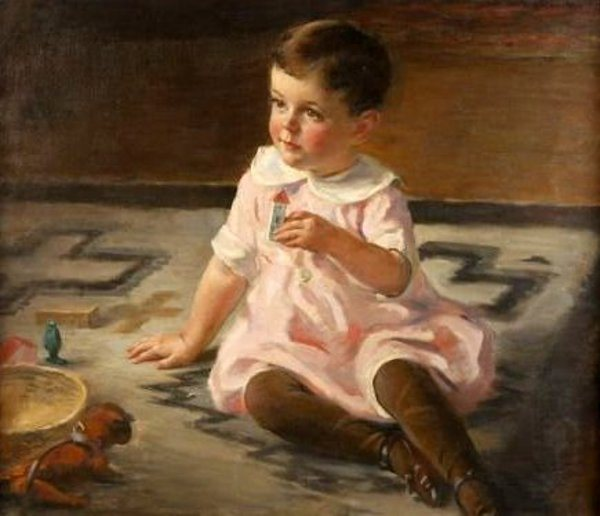
Child with Toys (1922).